# André Fournelle
André Fournelle, né en Angleterre en 1939, est un sculpteur québécois. Son travail touche aussi bien la sculpture conventionnelle que l'installation, la performance et le multimédia. Plusieurs de ses œuvres sont installées dans des lieux publics.

## Biographie
Né en Angleterre, André Fournelle est orphelin de guerre et est adopté au Canada à l'âge d'un an. En marge des cadres institutionnels de l'enseignement de l'art, André Fournelle fait son apprentissage artistique à travers des lectures, des recherches et des expérimentations diverses. Il commence à exposer des sculptures en 1963. Un travail dans une fonderie industrielle à Montréal éveille son intérêt pour le métal en fusion qui deviendra la base de plusieurs de ses œuvres. En 1967, il met sur pied une fonderie expérimentale à Pierrefonds, où travailleront notamment Pierre Leblanc et Armand Vaillancourt. Il entreprend l'année suivante, en compagnie de Marcelle Ferron, un voyage d'études en Europe à la recherche de nouveaux alliages entre le verre et le métal.
De 1970 à 1973, il anime des ateliers dans les écoles avec une fonderie mobile afin de permettre à des élèves de réaliser des œuvres en métal coulé. Un ouvrage sur la fonderie expérimentale paraît en 1973 et présente une synthèse de ses travaux. Il fait également partie du groupe EAT (Experiments in Art and Technology) fondé par les artistes américains Robert Rauschenberg et Robert Whitman.

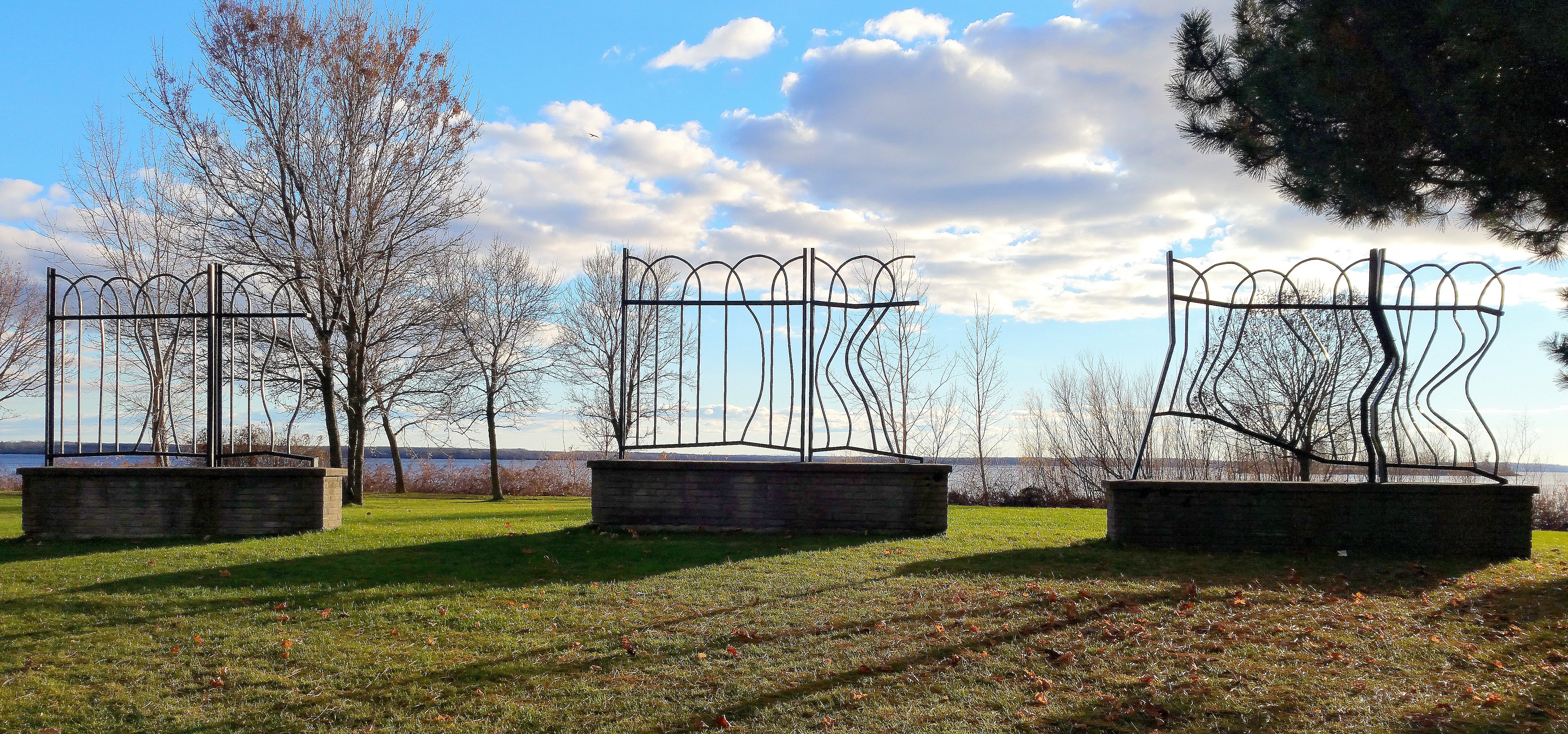
États de choc (1985), Parc Fort-Rolland, Lachine, Montréal

Au cours d'un voyage en Angleterre en 1979, André Fournelle découvre des clôtures accidentées qui lui inspireront une série d'œuvres et de performances : États de choc. Son installation Passage présentée au musée d'art contemporain de Montréal en 1983 s'inspire des ruines du Parthénon dans l'optique des débats sur la récupération des patrimoines pillés par d'autres pays.
En 1989, il installe une imposante structure en néon de forme spiralée dans le désert de la vallée de la Mort dans l'optique des artistes du Land art et de l'installation de Robert Smithson, Spiral Jetty. La spirale est installée sur les lieux mêmes où Robert Smithson, le 20 juillet 1973, est décédé dans un accident d'avion. L'année suivante, il expose Resecare dans une galerie et propose un parcours sur des plaques de métal oscillantes suspendues à des câbles.
C'est en 1997 que Fournelle a l'idée d'une intervention sous le pont des Arts à Paris. Il propose d'illuminer l'ouvrage par l'installation d'une ligne de feu, déclenchant ainsi une controverse. (À Trois-Rivières, il réalise entretemps en septembre 1998 une ligne de feu sur la rivière Saint-Maurice entre deux piliers d'estacade en hommage aux draveurs morts en guidant les billes de bois.) Il insiste durant trois ans pour obtenir les autorisations pour le projet qui voit enfin le jour en 1999, avec la collaboration d'une équipe de spécialistes pyrotechniques et de l'historien de l'art Pierre Restany. Pour Fournelle, il s'agit de magnifier la structure et les formes du pont après la tombée du jour et d'enregistrer sur pellicule les images de cette intervention éphémère qui rappelle celles de Christo. Lumière et silence est une des œuvres les plus spectaculaires d'André Fournelle.  
En 2005, il réalise une performance dans le cadre de l'événement Les Incendiaires au cours de laquelle il fait brûler du charbon coloré sur des carcasses de lit en acier, tandis que des comédiens récitent des noms de sans-abris décédés. Il est récipendiaire du Prix Paul-Émile Borduas en 2021.

## Démarche

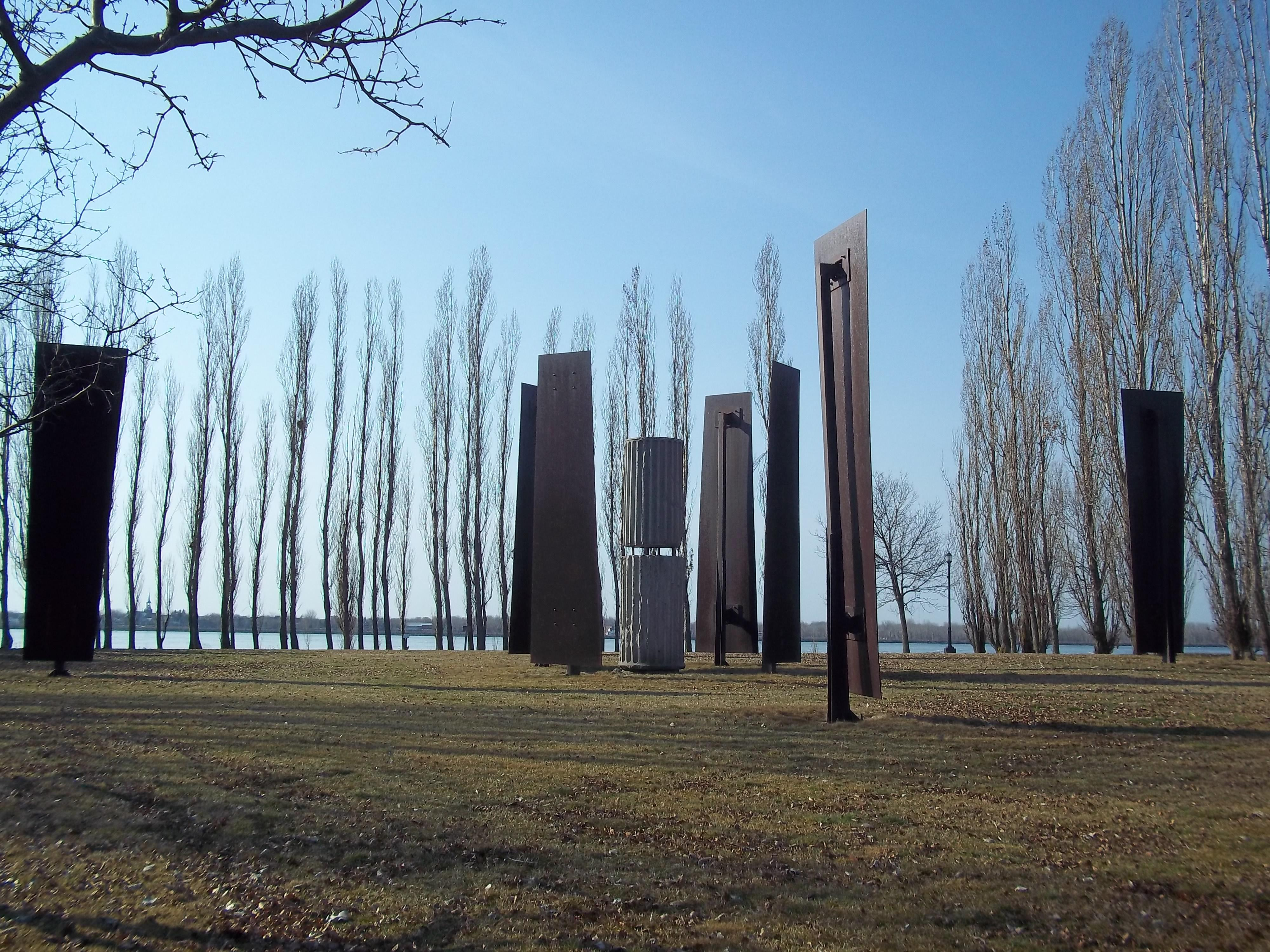
La Ville blanche (1986), Parc René-Lévesque, Lachine, Montréal

André Fournelle suit un cheminement avec un intérêt constant pour les éléments naturels fondamentaux : le feu (ce qui a une température ou une luminosité), l'eau (ce qui est fluide et cohésif), la terre (ce qui est solide) et l'air (ce qui a légèreté et mobilité). Ces matériaux sont exploités à travers une variété de supports. Fasciné par la lumière, le feu et la fusion, André Fournelle s'est naturellement porté vers les matériaux inflammables, fusibles ou lumineux. En particulier, il recourt au charbon et aux tubes de néon pour des tableaux, des installations ou des performances. Pour ses tableaux, le charbon est enchâssé dans des formes symboliques souvent connotées comme la croix, le losange, la spirale, etc. Le charbon est également utilisé pour ses propriétés de combustion, notamment lors d'événements, comme Les Incendiaires. Le métal en fusion, quant à lui, sert à réaliser des sculptures, comme Cathédrale pétrifiée ou des installations, comme Fluide où du zinc est coulé dans une structure en forme de corps les bras en croix. Enfin, toujours dans cette thématique de la chaleur, le feu sert de matériau pour des installations comme Cercle de feu dans un paysage du Pas-de-Calais en France, Lumière et silence, cascade de feu sous le pont des Arts à Paris et Et si le Mont-Royal était un volcan à Montréal.
L'emploi de tous ces matériaux, outre leurs propriétés esthétiques intrinsèques, renvoie pour André Fournelle, à l'éphémère, aux cycles de la naissance, de la vie et de la mort. Artiste prolifique, la production d'André Fournelle repose souvent sur un cadre multidisciplinaire qui fait intervenir des architectes, des scientifiques, des ingénieurs, etc. Ces collaborations lui permettent de déployer sa créativité dans plusieurs directions et courants artistiques. Ses œuvres multidisciplinaires cherchent également à allier les arts, notamment la poésie et la musique. Elles veulent également échapper aux cadres traditionnels et institutionnels de l'art. Tout son œuvre repose sur une philosophie centrée sur les matériaux et leurs diverses transformations à travers le temps, lui-même modelé comme un matériau.
Enfin, en tant qu'artiste engagé, préoccupé par les relations entre l'art et la société, André Fournelle s'implique dans des manifestations artistiques dans des lieux choisis, comme son installation Fire in your cities en 1982 lors de la démolition d'un édifice sur la rue Bleury à Montréal

## Principales réalisations
- Poly-Balancier, 1966, acier, bois, fonte, béton et fibre de verre, 6 m de hauteur × 12 m de longueur.
- Structures de laser, 1967, rayons laser avec prismes de verre, 5 m de hauteur.
- Appareil à téramine, 1970, acier inoxydable avec émission d'ondes audibles.
- Autel-Hôtel, 1972, acier chromé et acier peint, acrylique, filaments électriques, 1,30 m de hauteur × 1,40 m de largeur.

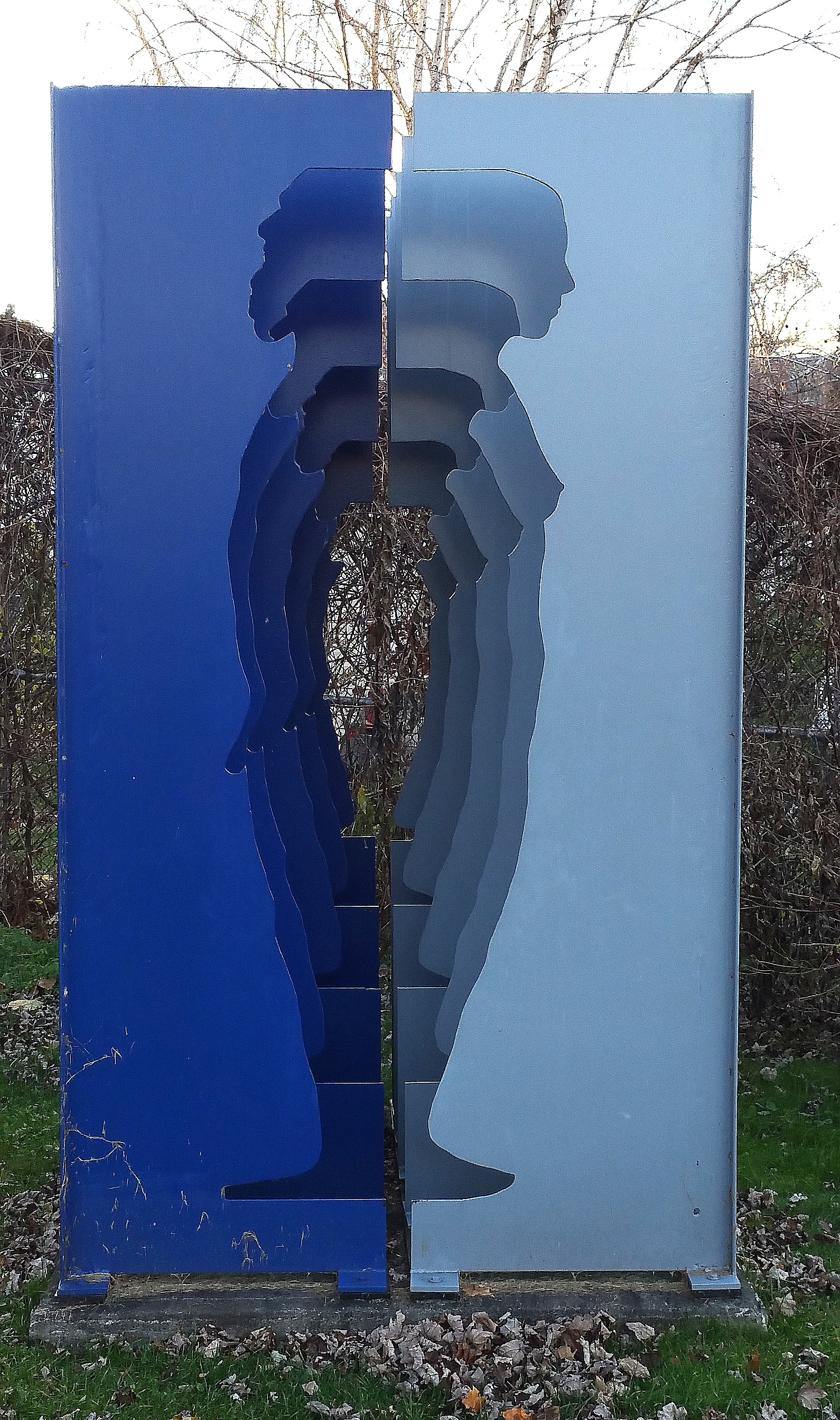
Nous deux (1972), Musée plein air de Lachine, Montréal

- Nous deux, 1972, superposition de 5 plaques d'acier peint[3].
- Joyce, 1972, acier chromé et tube néon.
- Québec sait faire, 1974, Musée national des beaux-arts du Québec[4]
- Cathédrale pétrifiée, 1976, empreinte de bois, coulée de bronze sur base d'acier, 1,20 m × 50 cm.
- Fire in your cities, 1982, croix de tubes néon, 7 m × 7 m, et croix de feu, 40 m × 40 m.
- Passage, 1983, installation présentée au musée d'art contemporain de Montréal.
- La ville Blanche, 1986, granit, acier, eau et béton, 7 m de hauteur × 20 m × 20 m[5].
- Clôture Frost, 1986, tube néon et acier, 2,75 m de hauteur.
- Obélisque, 1987, verre et bronze, 5 m de hauteur, hall d'entrée du ministère des Finances à Québec.
- Un coup de dés jamais n'abolira le hasard, 1987, acier, tube néon, texte de Mallarmé, matériel pyrotechnique et pigeons, 4 m de hauteur × 9 m de largeur.
- L'Ombre rouge, 1988, acier, bois, 7 m × 7 m × 1,5 m hauteur[6].
- La Dimension de l'absence, 1989, acier, alliage d'aluminium et de verre projeté en fusion sur l'acier forgé, bronze, verre, tube néon au cobalt et système électronique, 1,85 m de hauteur × 30 cm × 30 cm.
- Resecare, 1990, installation.
- Sans titre, 1990, avec Ducharme Marion, hall d'entrée de Nortel, Montréal.
- L'Interdit Damoclèse, 1992, installation.
- La mémoire de l'interdit, 1992, acier et tube néon au cobalt, 2 m × 2 m.
- La fixité de phénix, 1992, verre, bronze et tube néon, 4 m diamètre, théâtre Le Palace, Granby.

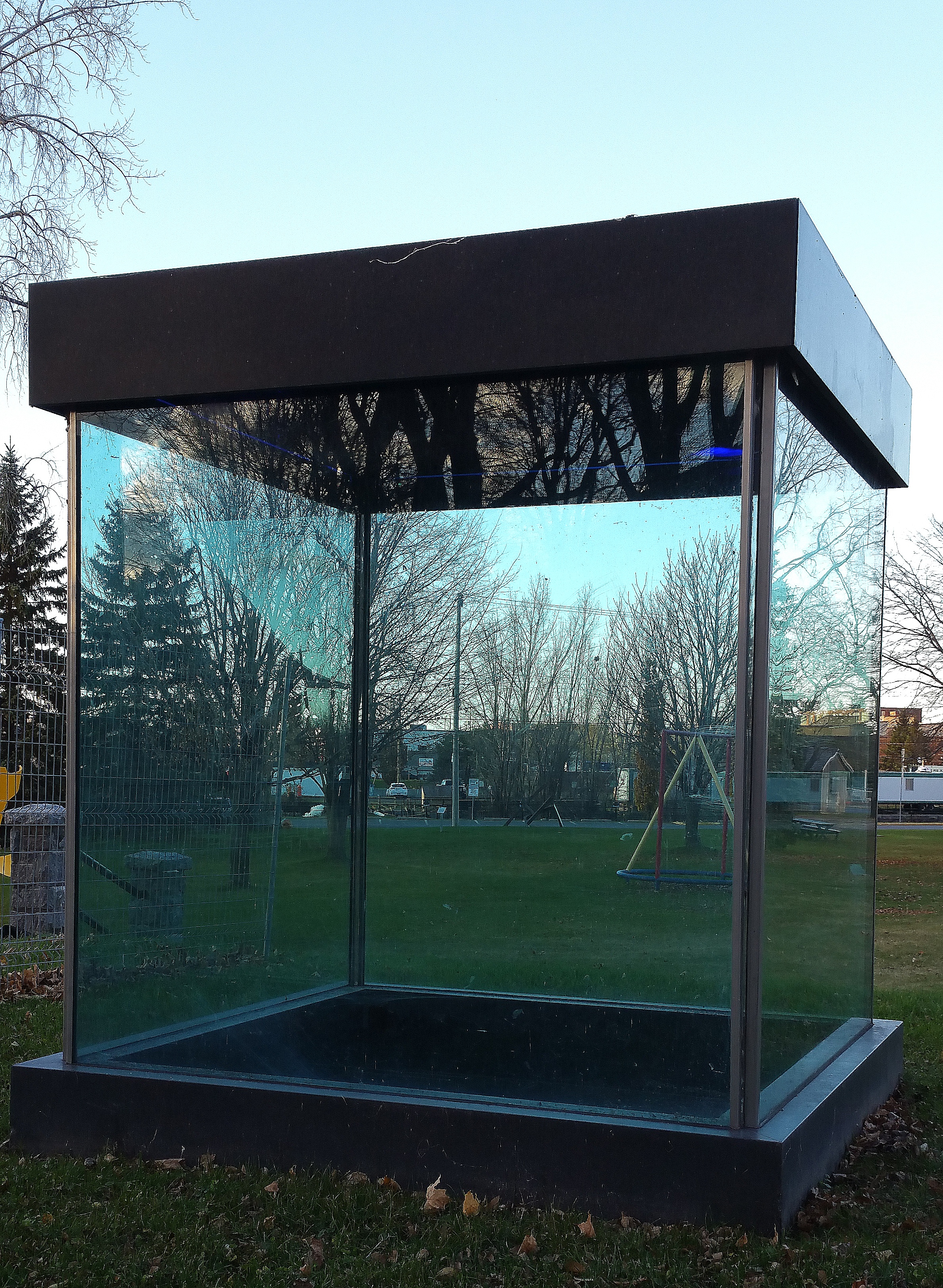
Espace cubique ou hommage à Malevitch (1992), Musée plein air de Lachine, Montréal

- Espace cubique ou Hommage à Malevitch, 1992, verre et tube néon au cobalt, granit et acier inoxydable, 2,43 m × 2,43 m[7].
- Méandres de lumière, 1993, Bibliothèque municipale de Saint-Bruno.
- L'Atelier imaginaire, 1993, acier, tube néon et génératrice, 2,50 m de hauteur, installation.
- Un sphinx incompris, 1995, acier, bois, lumière, halogène, 7 m × 7 m × 5 m, installation.
- Passerelle, 1995, avec Ducharme Marion et Roger Lupien, école de formation professionnelle Pierre-Dupuy, Longueuil (Québec).
- Saisie substance, 1996, performance avec installation, bois, hosties, pièces pyrotechniques et pigeons, 8 m × 8 m.
- Lumière et silence, 1999, ligne de feu, structure d'acier et pièces pyrotechniques, 55 m de longueur.
- Un monument vivant, 2000, arbres, bois pétrifié et cuivre.
- L'Esprit des lieux - la paix, 2001, pigment bleu, fil à plomb, tubes néon et feu, 20 m × 6 m, fort de Vézelois, Belfort.
- L'Esprit des lieux - la guerre, 2001, pigment rouge, fil barbelé, tubes néon, 20 m × 6 m, fort de Vézelois, Belfort.
- Cercle du feu, 2001, tissu et essence, 11 m de diamètre, intervention sur le cap Blanc-Nez, Pas-de-Calais, France.
- Icône, 2002, pigment rouge, installation de 3 m × 4 m.
- Fluide, 2003, coulage de zinc.
- Pyrophore, 2003, 2 structures d'acier de 7 m de hauteur, gaz naturel, fibres optiques.
- Le marché de l'art est très vulnérable, 2003, feuilles d'or et plomb, 7 m × 5 m.
- Amphithéâtre, Les jardins lumières, 2004, L'Avenir (Québec).
- Les Incendiaires, 2005, neuf lits en acier recouverts de braises de charbon, 20 × 20 m.
- L'Arche de feu, 2008, acier, granit, brumisation et feu, place de la Gare, Douai, France.
- La Porte d'or, 2009, acier, verre, charbon et feuille d'or, 2,40 m × 3,70 m.
- Matière première d'un bleu très noir, 2009, charbon, pigment bleu, 3 m × 3 m.
- Et si le Mont-Royal était un volcan, 2010, charbon, structure d'acier, eau, lance-flammes, 3 m de hauteur.

## Sources
- Hélène Ouvrard, La Fonderie expérimentale : André Fournelle, Éditions Formart, 1973, 31 p.
- François Gagnon, André Fournelle, sculpteur, Association des sculpteurs du Québec, 1971, 89 p.
- Pierre Restany, « André Fournelle : l'amour humain au cœur des choses », Espace Sculpture, no 41,‎ novembre 1997, p. 19-21[8].
- Mariu Romero, L'Activité symbolique dans l'œuvre d'André Fournelle : Mémoire de maîtrise, Université du Québec à Montréal, 2009, 148 p.
- Black Fire, Plein sud, centre d'exposition en art actuel à Longueuil, 2010, 72 p.